# Allianz Arena
Allianz Arena je jedan od najmodernijih stadiona na svijetu smješten u sjevernom dijelu Münchena. Tvrtka Allianz je kupila pravo da stadion nosi njeno ime sljedećih 30 godina. Kada se igraju utakmice Lige prvaka stadion nosi ime München Arena, a za vrijeme Svjetskog prvenstva u nogometu, stadion je nosio ime FIFA WM-Stadion München, zbog zabrane FIFE da stadioni koriste imena nekog sponzora. 
Na stadionu se igraju utakmice FC Bayerna, Njemačke nogometne reprezentacije i Audi Cupa. Između 2005. i 2017. godine,  stadionom se koristila i prva momčad profesionalnog nogometnog kluba TSV 1860 München. Prije preseljenja u Allianz Arenu, FC Bayern München i TSV 1860 München koristili su Olympiastadion (Olimpijski stadion).

## Specifikacije stadiona

### Lokacija Arene
Arena je smještena na sjevernom rubnom dijelu grada na poljani Fröttmaning. S gradskom mrežom javnog prijevoza povezana je podzemnom željeznicom, udaljena svega 16 minuta vožnje od središta grada. U neposrednoj blizini se nalazi i važan prometni čvor autocesta "München-Nord", pa je tako stadion lako dostupan iz svih važnijih cestovnih pravaca (Stuttgart, Nürnberg, Regensburg i Salzburg). Na prilazima stadionu prometnice su proširene na 4 prometna traka, a izgrađen i poseban prilaz stadionu. 

### Kapacitet
16. siječnja 2006. godine, grad München je odobrio proširenje kapaciteta sa 66.000 mjesta na 69.901 (uključujući tribinu bez sjedećih mjesta). U nižem dijelu tribina, kapacitet je 20.000 sjedećih mjesta. U srednjem dijelu tribina, kapacitet je 24.000, a na višem dijelu kapacitet je 22.000 sjedećih mjesta. Uglovi donjeg dijela tribine mogu biti postavljeni tako da omogućuju dodatnih ukupno 3.120 stojećih mjesta. U ukupni kapacitet uključeno je i 2.200 poslovnih sjedećih mjesta, 400 sjedećih mjesta za javnost, 106 luksuznih sjedećih mjesta i 200 mjesta za invalidska kolica. Za prvenstvene i kup utakmice, kapacitet može biti 69.901. Ali, zbog odredbi UEFE, u europskim natjecanjima ukupni kapacitet mora biti maksimalno 66.000. Krov natkriva sve gledatelje, iako vjetar može preusmjeriti padaline točno na tribine. Igralište uopće nije natkriveno. 
Allianz Arena nudi brojne usluge unutar samog stadiona ili u sklopu kompleksa stadiona. Fan-shop za oba kluba, brojni restorani, čak i dva dječja vrtića izvan stadiona, ali u njegovom kompleksu.
U Areni postoje čak 10 svlačionica. 4 su za igrače. Dvije su za domaćina (Bayern ili 1860 München), a preostale dvije za gostujuću momčad. Četiri svlačionice su za trenere, a dvije na raspolaganju imaju suci. Postoje i dvije sobe veličine 110 m² za zagrijavanje igrača pred utakmicu. Arena je opskrbljena i s 550 zahoda i 190 monitora.

### Dimenzije
Stadion: 258 m x 227 m x 50 m 

Prostor za igranje: 120 m x 83 m 

Igralište: 105 m x 68 m 

Parkirna garaža: 270.000 m² 

### Konstrukcija
Stadion:
Ukupna količina armiranog betona: 120.000 m³
Ukupna količina željeza: 22.000 t
Garaža:
Ukupna količina armiranog betona: 85.000 m³
Ukupna količina željeza: 14.000 t
Fasada arene je izgrađena od 2.874 ploha koje su pokrivene izuzetno tankim specijalnim folijama od samo 0.2 milimetra. Svaka ploha može imati crveno, plavo ili bijelo obojenje. Pomični zastori koji su instalirani ispod krova mogu biti izvučeni da štite od sunca.

### Parkiralište
Gosti svoja vozila mogu parkirati u najvećem parking kompleksu u Europi. Četverokatna garaža ima ukupno 9.800 parkirnih mjesta. Za autobuse postoje nevjerojatna 350 mjesta (240 na sjevernom i 110 na južnom ulazu). 130 parkirnih mjesta je rezervirano za osobe s invaliditetom.

### Okolica oko Arene
Podzemna željeznica završava malo prije južnog ulaza. Svatko tko želi na stadion, prolazi kroz park koji je oblikovan tako da vodi prema ulazu. Dalje se nastavlja šetalište koje se uzdiže prema ulazima u stadion. 

### Vlasnici i sponzori
Vlasnici Allianz Arene su 1860 München i Bayern München nakon što je Bayern kupio preostalih 50% dionica stadiona od 1860 Münchena.
Glavni sponzor je Allianz koji je uložio ogromne novce da bi u imenu stadioma bilo ime njihove tvrtke.

### Cijena
Cijena izgradnje samog stadiona je 286 milijuna eura. No, dodatni troškovi (plaćanje radnika, stavljanje podloge) su nabili još 54 milijuna eura, te ispada da je konačna cijena 340 milijuna eura. No, tu još nije kraj! Država i grad München su potrošili dodatnih 210 milijuna eura za razvitak infrastrukture i okolnog područja. To znači da je Allianz Arena koštala 550 milijuna eura.

### Reakcije
14. siječnja 2005., na godišnjem sastanku, otkriveno je da se mnogi gledatelji žale na propuh koji dolazi kroz otvorene ulaze stadiona. Odlučeno je da će se postaviti ulazna vrata s mogućnošću zatvaranja. Sada je gledateljima udobnije pratiti utakmice.
Ultrasi i ostali navijači također negoduju zbog neobično strogih pravila ponašanja unutar stadiona. Na primjer, ne smije se unositi megafon ili zastava koju navijač nosi razmotanu, niti zastava duljine veće od 1 metra. Navijači također kažu da nemaštovite i neudobne stolice bacaju sjenu na ugođaj. Ali najveća pogreška, smatraju Ultrasi, je velika i visoka željezna ograda koja ničemu ne služi, jer Ultrasi nisu huligani.
Zbog velike komercijalizacije kluba i stadiona, te zbog medijski neukusnih poteza koje izvodi uprava Bayerna, mediji su stadion preimenovali u Arogant Arenu.

## Povijest stadiona
21. listopada 2001. godine, provelo se glasovanje među navijačima i stanovnicima Münchena, je li potreban novi stadion? Više od 2/3 ispitanika je reklo da je potrebno.
Švicarska tvrtka Herzog & de Mauron je iznijela koncept o svijetlećim folijama., koji je, naravno, prihvaćen. Nakon određenih planova, gradnja je počela u jesen 2002., a završila u travnju 2005.

## Dan otvaranja
30. svibnja 2005. TSV 1860 je odigrao prijateljsku utakmicu s 1. FC Nürnbergom, a idući dan Bayern protiv Njemačke reprezentacije (Deutsche Fußballnationalmannschaft). Za obje utakmice karte su bile razgrabljene mjesecima prije.
Patrick Milchraum je prvi strijelac službenoga gola na stadionu.
2. lipnja, odigrana je utakmica između FC Bayerna i TSV 1860, koju su TSV "Lavovi" dobili 1-0 pogotkom Paula Agostina.
Prvi natjecateljski gol je zabio Owen Hargreaves protiv Borussia Mönchengladbacha. Ostalo je 3-0 za Bayern.
Prvi gostujući gol u natjecateljskoj utakmici je postigao Dynamo Dresden.
Prvi gostujući gol protiv Bayerna je zabio Miroslav Klose, i to u prvoj minuti susreta. No, to je bilo sve što je Werder u toj utakmici napravio, jer je Bayern pobijedio s 3-1.
U Allianz Areni, Bayern je srušio svoj vlastiti rekord; radi se o 10 uzastopnih domaćih ligaških pobjeda.

## Svjetsko prvenstvo u nogometu 2006.
Ime je se za potrebe SP-a u nogometu poništeno zbog sponzora u imenu. Arena je tako ponijela ime FIFA World Cup Stadium München.

### SP utakmice u Allianz Areni
- 9. lipnja 2006. Njemačka – Kostarika (otvaranje Prvenstva) 4:2
- 14. lipnja 2006. Tunis – Saudijska Arabija 2:2
- 18. lipnja 2006. Brazil – Australija 2:0
- 21. lipnja 2006. Obala Bjelokosti – Srbija i Crna Gora 3:2
- 24. lipnja 2006. 1/8 finala: Njemačka – Švedska 2:0
- 5. srpnja 2006. 1/2 finala: Portugal – Francuska 0:1

| Prethodnik:     | Domaćin finala UEFA Lige prvaka 2012. | Nasljednik:     |
| Wembley Stadium | Domaćin finala UEFA Lige prvaka 2012. | Wembley Stadium |

| Fußball-Club Bayern München | Fußball-Club Bayern München                               |
| --------------------------- | --------------------------------------------------------- |
|                             |                                                           |
| Informacije                 | Klub • Povijest • Igrači • Treneri • Susreti • Statistika |
|                             |                                                           |
| Stadioni                    | Allianz Arena • Olimpijski stadion • Grünwalder Stadion   |
|                             |                                                           |
| Ostale ekipe                | Rezervna ekipa • Ženska ekipa • Juniorska ekipa           |
|                             |                                                           |
| Povezani članci             | Kategorija • Pep Guardiola                                |

| Fußball-Club Bayern München | Fußball-Club Bayern München                               |
| --------------------------- | --------------------------------------------------------- |
|                             |                                                           |
| Informacije                 | Klub • Povijest • Igrači • Treneri • Susreti • Statistika |
|                             |                                                           |
| Stadioni                    | Allianz Arena • Olimpijski stadion • Grünwalder Stadion   |
|                             |                                                           |
| Ostale ekipe                | Rezervna ekipa • Ženska ekipa • Juniorska ekipa           |
|                             |                                                           |
| Povezani članci             | Kategorija • Pep Guardiola                                |